# 513-й истребительный авиационный полк
513-й истребительный авиационный Каменец-Подольский ордена Суворова полк — воинская часть Вооружённых Сил СССР в Великой Отечественной войне.

## История
Сформирован в октябре 1941 года. Был вооружён истребителями ЛаГГ-3
В составе действующей армии с 29 октября 1941 по 4 марта 1942, с 23 июня 1942 по 14 сентября 1942, с 22 октября 1942 по 20 сентября 1943 и с 13 февраля 1944 по 11 мая 1945 года.
В конце октября 1941 поступил в распоряжение командования 52-й армии, действовал в ходе Тихвинских оборонительной и наступательной операций, действует в районе Малой Вишеры, Чудова, Новгорода, прикрывает Октябрьскую железную дорогу. В 1942 году участвует в Любанской операции. В начале марта 1942 года выведен на переформирование в 16-й запасный истребительный авиационный полк в Куйбышев, где личный состав был переобучен на истребители Як-1 и в дальнейшем всю войну полк воевал на различных моделях «Яков» (Як-7, Як-9)

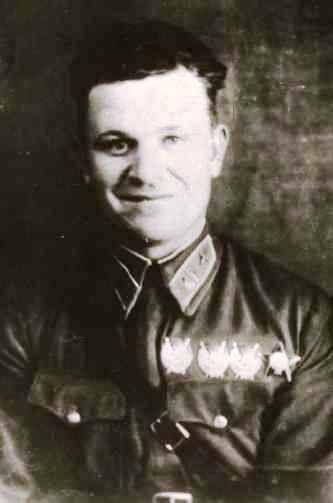
Командир полка Матюнин Виктор Артемьевич

С 23 июня 1942 года действует в Смоленской области, в частности в районе Козельска, Которецкого, Олешни. 14 сентября 1942 года переведён в состав 263-й истребительной авиационной дивизии, которая начала уже переформирование в бомбардировочную и до конца октября в боях участия не принимал. 22 октября 1942 года вновь приступил к боевой деятельности на Западном фронте, с декабря 1942 года по сентябрь 1943 года занят на прикрытии штурмовиков Ил-2 224-й штурмовой дивизии, в феврале — марте 1943 года базируется на аэродроме Шопино (ныне - микрорайон Калуги), действует на Жиздринском и Спас-Деменском направлениях. В конце мая 1943 года полк, имея в своём составе 10 самолётов Як-1 (1 - неисправный) и 3 самолёта Як-7 (1 - неисправный), переведён на аэродром Хламово. В 1943 году участвовал в Орловско-Брянской наступательной операции. В ожидании начала наступления, участвовал в массированных налётах на Брянский аэроузел, занимаемый в то время вражеской авиацией. С этого времени и до конца войны основной задачей полка стало прикрытие действий штурмовой авиации.
В июне-июле 1943 года действует на Карачевском направлении, базируясь на аэродроме в деревне Григорьевка. 13 августа 1943 года вместе с 566-м штурмовым авиационным полком перебазировался на Болховский аэроузел и по сентябрь 1943 года продолжает действовать в Карачевском направлении.
С сентября 1943 года по февраль 1944 года находится на переформировании. На основании шифротелеграммы заместителя командующего ВВС Красной Армии № 2696/Ш-37/725 от 17 ноября 1943 года из состава штурмовой дивизии исключён.
Вновь приступил к боевой деятельности на 1-м Украинском фронте в ходе Проскуровско-Черновицкой операции, отличился при освобождении города Каменец-Подольский. Летом 1944 года участвует в Львовско-Сандомирской операции.
С сентября 1944 года и до конца войны действует в составе 2-го Украинского фронта, ведёт боевые действия в небе Венгрии, Австрии, закончил войну в Чехословакии
Всего за период войны лётчики полка одержали 101 воздушную победу.
После войны базировался в Крыму, принимал участие в транспортировке и испытаниях советских атомных бомб (Багерово, 71-й полигон).
10 октября 1963 года вступил в силу Московский договор и после этого проводились только подземные испытания, для которых истребительная авиация была не нужна.
В 1962 году полк был выведен из состава 71 полигона.
Впоследствии был передан в состав войск ПВО, базировался на аэродроме Чугуевка, на 2002 год имел на вооружении МиГ-31" - 513-й ИАП был расформирован в Багерово, а на аэродроме Чугуевка (Соколовка) 11-й ОА ПВО на МиГ-31 был 530-й ИАП (в/ч 78660) расформированный в 2009г.

## Подчинение
| Дата            | Фронт (округ)             | Армия                | Корпус                                  | Дивизия                                    | Примечания |
| --------------- | ------------------------- | -------------------- | --------------------------------------- | ------------------------------------------ | ---------- |
| 01.11.1941 года | -                         | 52-я отдельная армия | -                                       | -                                          |            |
| 01.12.1941 года | -                         | 52-я отдельная армия | -                                       | -                                          | -          |
| 01.01.1942 года | Волховский фронт          | 52-я армия           | -                                       | -                                          | -          |
| 01.02.1942 года | Волховский фронт          | 52-я армия           | -                                       | -                                          | -          |
| 01.03.1942 года | Волховский фронт          | 52-я армия           | -                                       | -                                          | -          |
| 01.04.1942 года | Приволжский военный округ | -                    | -                                       | -                                          | -          |
| 01.05.1942 года | Приволжский военный округ | -                    | -                                       | -                                          | -          |
| 01.06.1942 года | Приволжский военный округ | -                    | -                                       | -                                          | -          |
| 01.07.1942 года | Западный фронт            | 1-я воздушная армия  | -                                       | 234-я истребительная авиационная дивизия   | -          |
| 01.08.1942 года | Западный фронт            | 1-я воздушная армия  | -                                       | 234-я истребительная авиационная дивизия   | -          |
| 01.09.1942 года | Западный фронт            | 1-я воздушная армия  | -                                       | 234-я истребительная авиационная дивизия   | -          |
| 01.10.1942 года | Резерв Ставки ВГК         | -                    | 1-й бомбардировочный авиационный корпус | 263-я бомбардировочная авиационная дивизия | -          |
| 01.11.1942 года | Западный фронт            | 1-я воздушная армия  | -                                       | 234-я истребительная авиационная дивизия   | -          |
| 01.12.1942 года | Западный фронт            | 1-я воздушная армия  | -                                       | 234-я истребительная авиационная дивизия   | -          |
| 01.01.1943 года | Западный фронт            | 1-я воздушная армия  | -                                       | 224-я штурмовая авиационная дивизия        | -          |
| 01.02.1943 года | Западный фронт            | 1-я воздушная армия  | -                                       | 224-я штурмовая авиационная дивизия        | -          |
| 01.03.1943 года | Западный фронт            | 1-я воздушная армия  | -                                       | 224-я штурмовая авиационная дивизия        | -          |
| 01.04.1943 года | Западный фронт            | 1-я воздушная армия  | -                                       | 224-я штурмовая авиационная дивизия        | -          |
| 01.05.1943 года | Западный фронт            | 1-я воздушная армия  | -                                       | 224-я штурмовая авиационная дивизия        | -          |
| 01.06.1943 года | Западный фронт            | 1-я воздушная армия  | -                                       | 224-я штурмовая авиационная дивизия        | -          |
| 01.07.1943 года | Западный фронт            | 1-я воздушная армия  | -                                       | 224-я штурмовая авиационная дивизия        | -          |
| 01.08.1943 года | Западный фронт            | 1-я воздушная армия  | -                                       | 224-я штурмовая авиационная дивизия        | -          |
| 01.09.1943 года | Брянский фронт            | 15-я воздушная армия | -                                       | 224-я штурмовая авиационная дивизия        | -          |
| 01.10.1943 года | Московский военный округ  | -                    | -                                       | 224-я штурмовая авиационная дивизия        | -          |
| 01.11.1943 года | Московский военный округ  | -                    | -                                       | 224-я штурмовая авиационная дивизия        | -          |
| 01.12.1943 года | Московский военный округ  | -                    | -                                       | 224-я штурмовая авиационная дивизия        | -          |
| 01.01.1944 года | Орловский военный округ   | -                    | -                                       | 331-я истребительная авиационная дивизия   | -          |
| 01.02.1944 года | Орловский военный округ   | -                    | -                                       | 331-я истребительная авиационная дивизия   | -          |
| 01.03.1944 года | 1-й Украинский фронт      | 2-я воздушная армия  | -                                       | 331-я истребительная авиационная дивизия   | -          |
| 01.04.1944 года | 1-й Украинский фронт      | 2-я воздушная армия  | -                                       | 331-я истребительная авиационная дивизия   | -          |
| 01.05.1944 года | 1-й Украинский фронт      | 2-я воздушная армия  | -                                       | 331-я истребительная авиационная дивизия   | -          |
| 01.06.1944 года | 1-й Украинский фронт      | 2-я воздушная армия  | -                                       | 331-я истребительная авиационная дивизия   | -          |
| 01.07.1944 года | 1-й Украинский фронт      | 2-я воздушная армия  | -                                       | 331-я истребительная авиационная дивизия   | -          |
| 01.08.1944 года | 1-й Украинский фронт      | 8-я воздушная армия  | 5-й штурмовой авиационный корпус        | 331-я истребительная авиационная дивизия   | -          |
| 01.09.1944 года | 1-й Украинский фронт      | 2-я воздушная армия  | 5-й штурмовой авиационный корпус        | 331-я истребительная авиационная дивизия   | -          |
| 01.10.1944 года | 2-й Украинский фронт      | 5-я воздушная армия  | 5-й штурмовой авиационный корпус        | 331-я истребительная авиационная дивизия   | -          |
| 01.11.1944 года | 2-й Украинский фронт      | 5-я воздушная армия  | 5-й штурмовой авиационный корпус        | 331-я истребительная авиационная дивизия   | -          |
| 01.12.1944 года | 2-й Украинский фронт      | 5-я воздушная армия  | 5-й штурмовой авиационный корпус        | 331-я истребительная авиационная дивизия   | -          |
| 01.01.1945 года | 2-й Украинский фронт      | 5-я воздушная армия  | 5-й штурмовой авиационный корпус        | 331-я истребительная авиационная дивизия   | -          |
| 01.02.1945 года | 2-й Украинский фронт      | 5-я воздушная армия  | 5-й штурмовой авиационный корпус        | 331-я истребительная авиационная дивизия   | -          |
| 01.03.1945 года | 2-й Украинский фронт      | 5-я воздушная армия  | 5-й штурмовой авиационный корпус        | 331-я истребительная авиационная дивизия   | -          |
| 01.04.1945 года | 2-й Украинский фронт      | 5-я воздушная армия  | 5-й штурмовой авиационный корпус        | 331-я истребительная авиационная дивизия   | -          |
| 01.05.1945 года | 2-й Украинский фронт      | 5-я воздушная армия  | -                                       | 331-я истребительная авиационная дивизия   | -          |

## Командиры полка
| Звание         | Имя                            | Период                  | Примечание                                      |
| -------------- | ------------------------------ | ----------------------- | ----------------------------------------------- |
| майор          | Матюнин, Виктор Артемьевич     | 09.1941 по 23.11.1941   | погиб вследствие катастрофы 23 ноября 1941 года |
| майор          | Угроватов Пётр Васильевич      | 12.1941 — 03.1942       |                                                 |
| майор          | Митькин Михаил Прокофьевич     | 03.1942 — 02.1943       |                                                 |
| майор          | Кулинич Антон Митрофанович     | 27.02.1943 — 05.1943    |                                                 |
| полковник      | Шевцов Пётр Фёдорович          | 25.05.1943 — 06.1943    |                                                 |
| майор          | Гурченко Алексей Трофимович    | 13.06.1943 — 07.1943    |                                                 |
| майор          | Цыганков Александр Афанасьевич | 05.07.1943 — 03.1944    |                                                 |
| капитан, майор | Поздняков Яков Миронович       | 23.03.1944 — 31.12.1945 |                                                 |

## Награды и наименования
| Награда                    | Дата       | За что получена |
| -------------------------- | ---------- | --------------- |
| Каменец-Подольский         | 03.04.1944 |                 |
| Орден Суворова III степени |            |                 |

## Отличившиеся воины полка
| Награда | Ф. И.О.                          | Должность | Звание    | Дата награждения | Данные о вылетах | Примечания |
| ------- | -------------------------------- | --------- | --------- | ---------------- | ---------------- | --- |
|         | Лесконоженко, Николай Гаврилович | лётчик    | лейтенант | 27.12.1941       | 2 боевых вылета  | посмертно, умер от ран 2 ноября 1941 года, сбив двумя таранами два самолёта противника. Навечно зачислен в списки полка 20.12.1958 |